# Entychides
Genre
Entychides est un genre d'araignées mygalomorphes de la famille des Euctenizidae.

## Distribution
Les espèces de ce genre se rencontrent dans le Sud de l'Amérique du Nord et aux Antilles.

## Liste des espèces
Selon World Spider Catalog (version 14.0, 2013) :
- Entychides arizonicus Gertsch & Wallace, 1936
- Entychides aurantiacus Simon, 1888
- Entychides dugesi Simon, 1888
- Entychides guadalupensis Simon, 1888

## Publication originale
- Simon, 1888 : Études arachnologiques. 21e Mémoire. XXIX. Descriptions d'espèces et de genres nouveaux de l'Amérique centrale et des Antilles. Annales de la Société Entomologique de France, sér. 6, vol. 8, p. 203-216 (texte intégral).